# Parc-d'Anxtot
Pour les articles homonymes, voir Parc (homonymie).
Parc-d'Anxtot est une commune française située dans le département de la Seine-Maritime en région Normandie.

## Géographie

### Localisation
La commune du Parc-d'Anxtot est située dans le département de la Seine-Maritime.
Elle se trouve dans l'aire d'attraction du Havre, dans la zone d'emploi d'Yvetot - Vallée du Commerce et dans le bassin de vie de Bolbec.

### Communes limitrophes
Les communes limitrophes sont  Beuzeville-la-Grenier, Houquetot, Saint-Gilles-de-la-Neuville, Saint-Jean-de-la-Neuville et Virville.
|                             | Houquetot     | Beuzeville-la-Grenier     |
| Virville                    | Parc-d'Anxtot |                           |
| saint-Gilles-de-la-Neuville |               | Saint-Jean-de-la-Neuville |

### Géologie et relief
La superficie de la commune est de 5,83 km2 ; son altitude varie de 82  à   130 mètres.

### Hydrographie
La commune est située dans le bassin Seine-Normandie. Elle n'est drainée par aucun cours d'eau,.

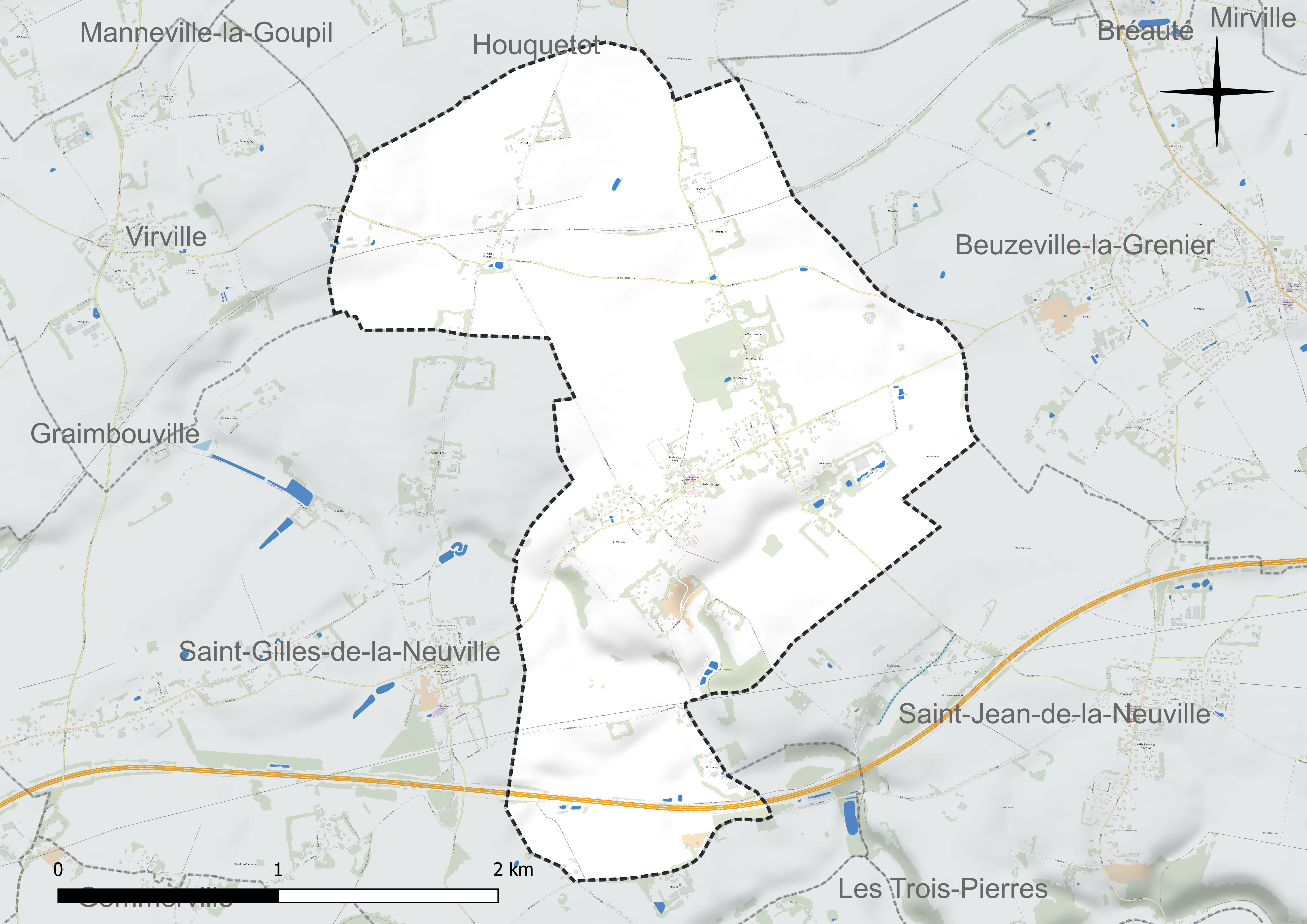
Réseau hydrographique de Parc-d'Anxtot.

### Climat
Pour des articles plus généraux, voir Climat de la Normandie et Climat de la Seine-Maritime.
En 2010, le climat de la commune est de type climat océanique franc, selon une étude du CNRS s'appuyant sur une série de données couvrant la période 1971-2000. En 2020, Météo-France publie une typologie des climats de la France métropolitaine dans laquelle la commune est exposée à un climat océanique et est dans la région climatique Côtes de la Manche orientale, caractérisée par un faible ensoleillement (1 550 h/an) ; forte humidité de l’air (plus de 20 h/jour avec humidité relative > 80 % en hiver), vents forts fréquents. Parallèlement le GIEC normand, un groupe régional d’experts sur le climat, différencie quant à lui, dans une étude de 2020, trois grands types de climats pour la région Normandie, nuancés à une échelle plus fine par les facteurs géographiques locaux. La commune est, selon ce zonage, exposée à un « climat maritime », correspondant au Pays de Caux, frais, humide et pluvieux, légèrement plus frais que dans le Cotentin.
Pour la période 1971-2000, la température annuelle moyenne est de 10,3 °C, avec une amplitude thermique annuelle de 13,2 °C. Le cumul annuel moyen de précipitations est de 957 mm, avec 13,3 jours de précipitations en janvier et 8,8 jours en juillet. Pour la période 1991-2020, la température moyenne annuelle observée sur la station météorologique la plus proche, située sur la commune de Octeville-sur-Mer à 20 km à vol d'oiseau, est de 11,5 °C et le cumul annuel moyen de précipitations est de 790,7 mm,. Pour l'avenir, les paramètres climatiques de la commune estimés pour 2050 selon différents scénarios d’émission de gaz à effet de serre sont consultables sur un site dédié publié par Météo-France en novembre 2022.

## Urbanisme

### Typologie
Au 1er janvier 2024, Parc-d'Anxtot est catégorisée commune rurale à habitat dispersé, selon la nouvelle grille communale de densité à sept niveaux définie par l'Insee en 2022.
Elle est située hors unité urbaine. Par ailleurs la commune fait partie de l'aire d'attraction du Havre, dont elle est une commune de la couronne,. Cette aire, qui regroupe 116 communes, est catégorisée dans les aires de 200 000 à moins de 700 000 habitants,.

### Occupation des sols

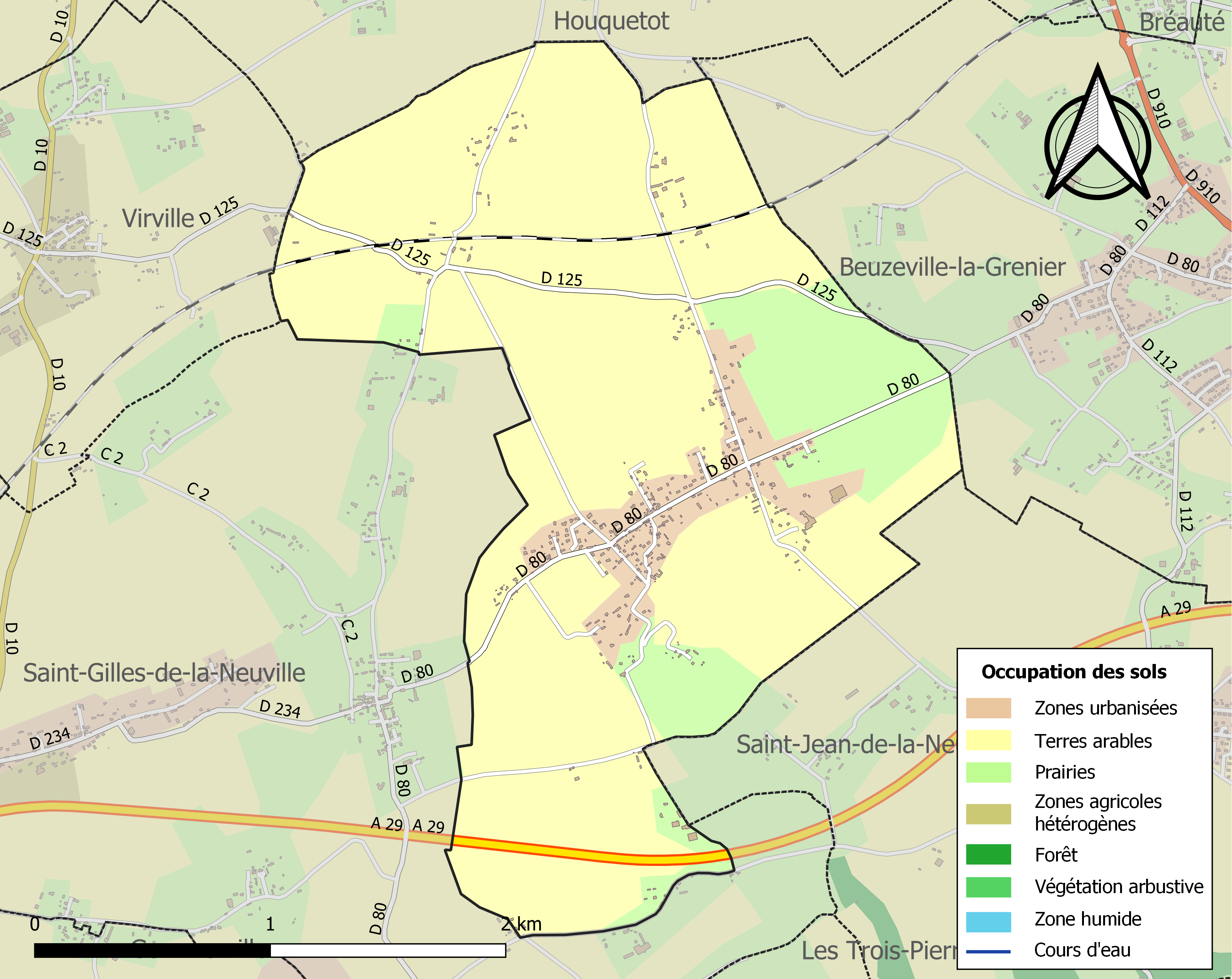
Carte des infrastructures et de l'occupation des sols de la commune en 2018 (CLC).

L'occupation des sols de la commune, telle qu'elle ressort de la base de données européenne d’occupation biophysique des sols Corine Land Cover (CLC), est marquée par l'importance des territoires agricoles (92 % en 2018), une proportion identique à celle de 1990 (92 %).
La répartition détaillée en 2018 est la suivante : 
terres arables (76,7 %), prairies (15,3 %), zones urbanisées (8 %).
L'évolution de l’occupation des sols de la commune et de ses infrastructures peut être observée sur les différentes représentations cartographiques du territoire : la carte de Cassini (XVIIIe siècle), la carte d'état-major (1820-1866) et les cartes ou photos aériennes de l'IGN pour la période actuelle (1950 à aujourd'hui).

### Habitat et logement
En 2021, le nombre total de logements dans la commune était de 240, alors qu'il était de 224 en 2016 et de 212 en 2011.
Parmi ces logements, 92 % étaient des résidences principales, 2,4 % des résidences secondaires et 5,6 % des logements vacants. Ces logements étaient pour 98 % d'entre eux des maisons individuelles et pour 2 % des appartements.
Le tableau ci-dessous présente la typologie des logements à Parc-d'Anxtot en 2021 en comparaison avec celle de la Seine-Maritime et de la France entière. Une caractéristique marquante du parc de logements est ainsi la faible proportion des résidences secondaires et logements occasionnels (2,4 %) par rapport au département (4,1 %) et à la France entière (9,7 %).
| Typologie                                               | Parc-d'Anxtot | Seine-Maritime | France entière |
| ------------------------------------------------------- | ------------- | -------------- | -------------- |
| Résidences principales (en %)                           | 92            | 88             | 82,2           |
| Résidences secondaires et logements occasionnels (en %) | 2,4           | 4,1            | 9,7            |
| Logements vacants (en %)                                | 5,6           | 7,9            | 8,1            |

## Toponymie

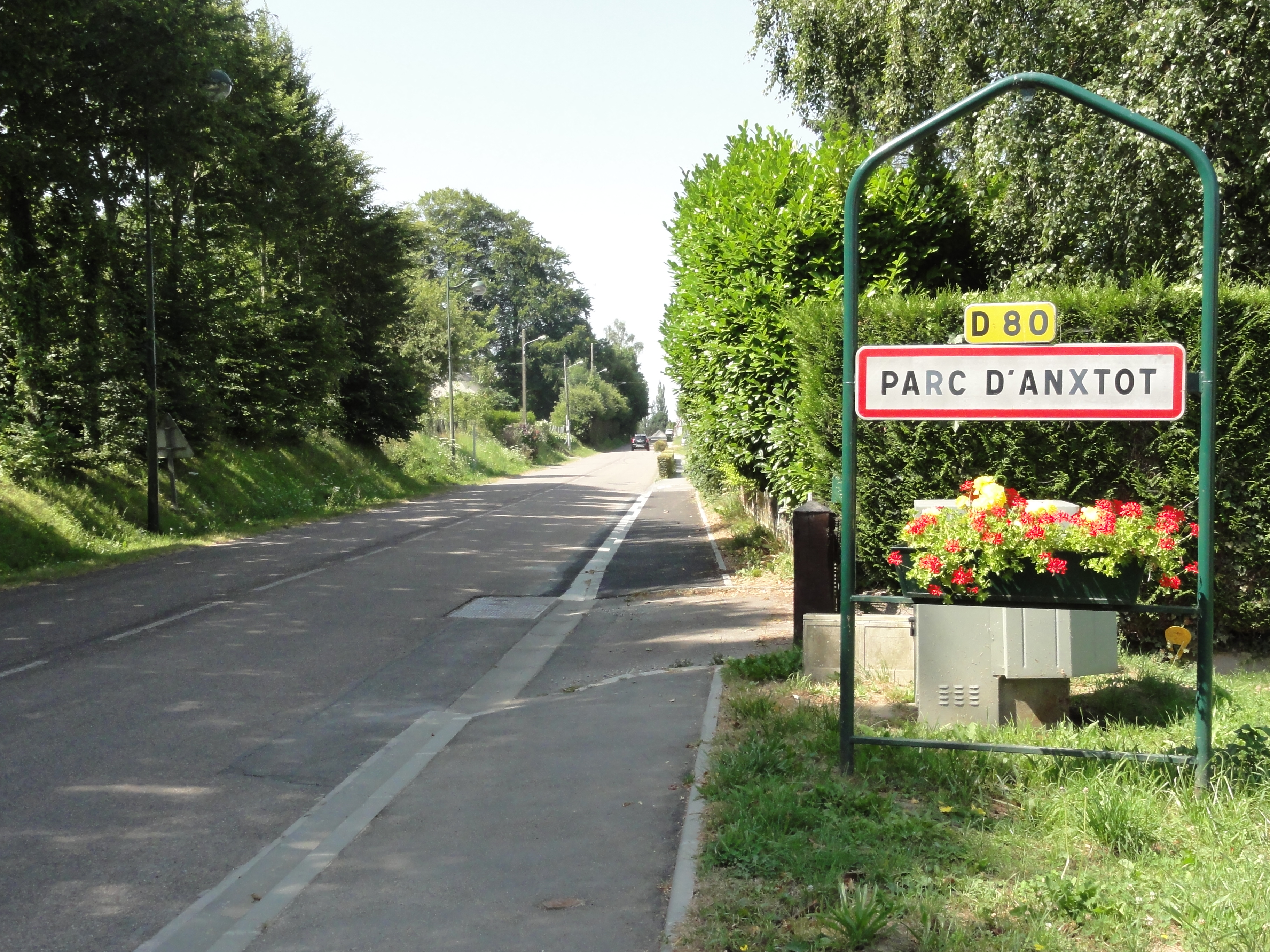

Le Parc-d'Anxtot est formée des deux anciennes communes du Parc d’Anxtot et d’Anxtot.
Le Parc est attestée sous la forme latinisée Parcus au Moyen Âge, Parci de Ansoltot en 1180.
 
Le mot parc a ici le sens d’« enclos ». Les parcs des châteaux nourrissaient des bêtes sauvages destinées à être chassées. Au parc s'opposait la forêt, que son nom, dérivé du mot foris (« en dehors »), désignait comme extérieure au parc.
Anxtot est attestée sous la forme Ansoltot vers 1060,.

Il s'agit d'une formation médiévale d’origine scandinave en -tot, appellatif toponymique issu du vieux norrois topt, toft au sens de « site pour construire, ferme ». Il est précédé du nom de personne norrois Ásulfr ou Ásólfr, dont l'élément As- initial s'est nasalisé, comme c'est le cas en Normandie pour ce type de noms, par exemple : Ásketill > Anquetil. En revanche, les Auzouville, Auzebosc, etc. contiennent la variante anglo-scandinave Osulf du même nom et qui se poursuit également dans les noms de familles Auzou, Auzout, Auzoux et Osouf communs en Normandie.
Elle porte provisoirement, au cours de la Révolution française, le nom de Liberticole.

## Histoire
En 1824, la commune nommée Le Parc, instituée par la Révolution française, absorbe celle voisine d'Anxtot,

## Politique et administration

### Rattachements administratifs et électoraux

#### Rattachements administratifs
La commune se trouve dans l'arrondissement du Havre du département de la Seine-Maritime.
Elle faisait partie depuis 1801 du canton de Bolbec. Dans le cadre du redécoupage cantonal de 2014 en France, cette circonscription administrative territoriale a disparu, et le canton n'est plus qu'une circonscription électorale.

#### Rattachements électoraux
Pour les élections départementales, la commune fait partie depuis 2014 d'un nouveau canton de Bolbec porté de 16 à 20 communes.
Pour l'élection des députés, elle fait partie de la neuvième circonscription de la Seine-Maritime.

### Intercommunalité
Parc-d'Anxtot était membre de la communauté de communes du canton de Bolbec, un établissement public de coopération intercommunale (EPCI) à fiscalité propre créé fin 1995  et auquel la commune avait transféré un certain nombre de ses compétences, dans les conditions déterminées par le code général des collectivités territoriales.
Cette intercommunalité a fusionné avec ses voisines pour former, le 1er janvier 2008, la communauté de communes dénommée Caux Seine Agglo, dont est désormais membre la commune.

### Liste des maires
| Période                                  | Période                    | Identité         | Étiquette | Qualité                                              |
| ---------------------------------------- | -------------------------- | ---------------- | --------- | ---------------------------------------------------- |
| Les données manquantes sont à compléter. |                            |                  |           |                                                      |
|                                          | 1860                       | Pierre Levasseur |           |                                                      |
| 1860                                     |                            | M. Martin        |           | Cultivateur                                          |
| avant 1995                               | ?                          | Olivier Delamare |           |                                                      |
| Les données manquantes sont à compléter. |                            |                  |           |                                                      |
| mars 2001                                | 2014                       | Michel Jarnouen  |           |                                                      |
| 2014                                     | En cours (au 10 août 2020) | Pierre Poissant  |           | Instituteur retraité Réélu pour le mandat 2020-2026, |

## Population et société

### Évolution démographique
L'évolution du nombre d'habitants est connue à travers les recensements de la population effectués dans la commune depuis 1793. Pour les communes de moins de 10 000 habitants, une enquête de recensement portant sur toute la population est réalisée tous les cinq ans, les populations de référence des années intermédiaires étant quant à elles estimées par interpolation ou extrapolation. Pour la commune, le premier recensement exhaustif entrant dans le cadre du nouveau dispositif a été réalisé en 2006.

En 2022, la commune comptait 579 habitants, en évolution de +1,4 % par rapport à 2016 (Seine-Maritime : +0,35 %, France hors Mayotte : +2,11 %).
| 1793 | 1800 | 1806 | 1821 | 1831 | 1836 | 1841 | 1846 | 1851 |
| ---- | ---- | ---- | ---- | ---- | ---- | ---- | ---- | ---- |
| 547  | 530  | 517  | 555  | 642  | 616  | 578  | 578  | 616  |

| 1856 | 1861 | 1866 | 1872 | 1876 | 1881 | 1886 | 1891 | 1896 |
| ---- | ---- | ---- | ---- | ---- | ---- | ---- | ---- | ---- |
| 597  | 647  | 624  | 544  | 504  | 484  | 431  | 433  | 366  |

| 1901 | 1906 | 1911 | 1921 | 1926 | 1931 | 1936 | 1946 | 1954 |
| ---- | ---- | ---- | ---- | ---- | ---- | ---- | ---- | ---- |
| 354  | 367  | 364  | 372  | 358  | 359  | 329  | 319  | 315  |

| 1962 | 1968 | 1975 | 1982 | 1990 | 1999 | 2006 | 2011 | 2016 |
| ---- | ---- | ---- | ---- | ---- | ---- | ---- | ---- | ---- |
| 251  | 258  | 266  | 302  | 382  | 482  | 537  | 580  | 571  |

| 2021 | 2022 | - | - | - | - | - | - | - |
| ---- | ---- | - | - | - | - | - | - | - |
| 583  | 579  | - | - | - | - | - | - | - |

#### Pyramide des âges
En 2018, le taux de personnes d'un âge inférieur à 30 ans s'élève à 33,3 %, soit en dessous de la moyenne départementale (36,5 %). De même, le taux de personnes d'âge supérieur à 60 ans est de 19,9 % la même année, alors qu'il est de 26,0 % au niveau départemental.
En 2018, la commune comptait 293 hommes pour 274 femmes, soit un taux de 51,68 % d'hommes, largement supérieur au taux départemental (48,10 %).
Les pyramides des âges de la commune et du département s'établissent comme suit.
| Hommes | Classe d’âge | Femmes |
| ------ | ------------ | ------ |
| 0,4    | 90 ou +      | 0,0    |
| 3,2    | 75-89 ans    | 4,2    |
| 19,3   | 60-74 ans    | 12,4   |
| 26,4   | 45-59 ans    | 27,7   |
| 17,7   | 30-44 ans    | 22,1   |
| 13,8   | 15-29 ans    | 12,6   |
| 19,2   | 0-14 ans     | 21,1   |

| Hommes | Classe d’âge | Femmes |
| ------ | ------------ | ------ |
| 0,7    | 90 ou +      | 1,8    |
| 6,7    | 75-89 ans    | 9,6    |
| 16,7   | 60-74 ans    | 18     |
| 19,4   | 45-59 ans    | 19     |
| 18,5   | 30-44 ans    | 17,5   |
| 19,2   | 15-29 ans    | 17,4   |
| 18,9   | 0-14 ans     | 16,7   |

## Culture locale et patrimoine

### Lieux et monuments
- Église Saint-Blaise de Parc-d'Anxtot
- Carré militaire avec mémorial au cimetière.
- Monument aux morts

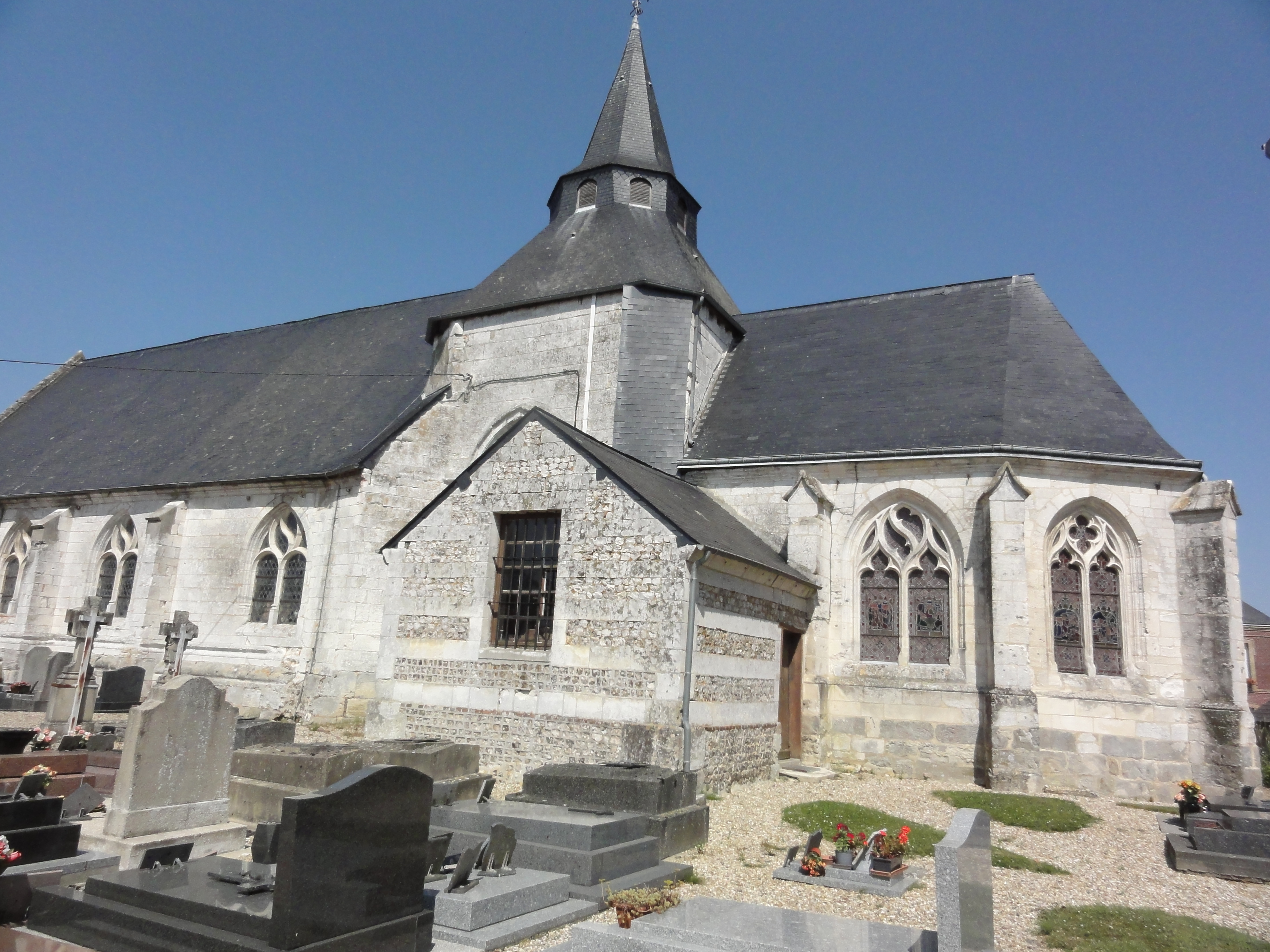
Église Saint-Blaise.
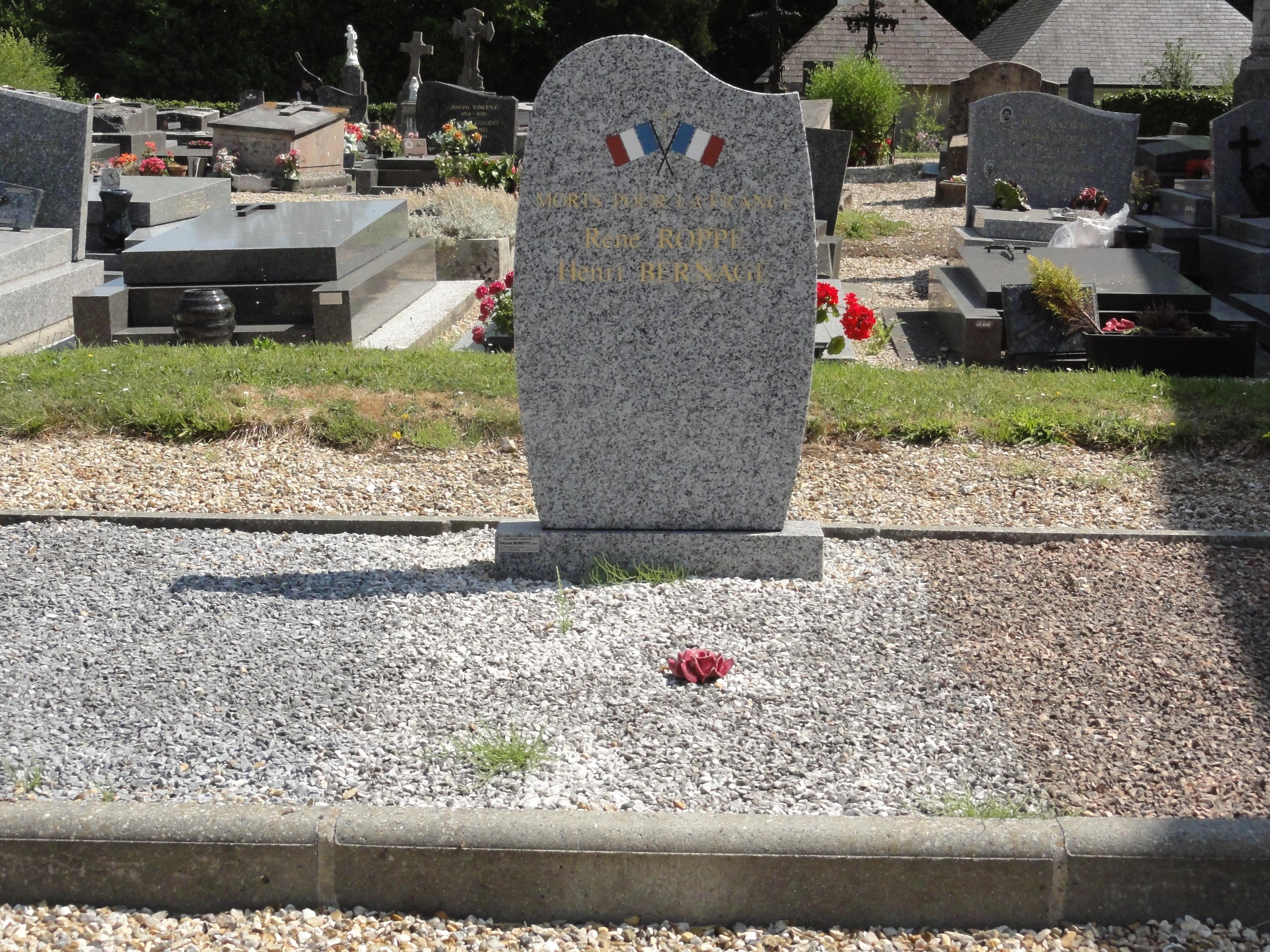
Carré militaire avec mémorial au cimetière.
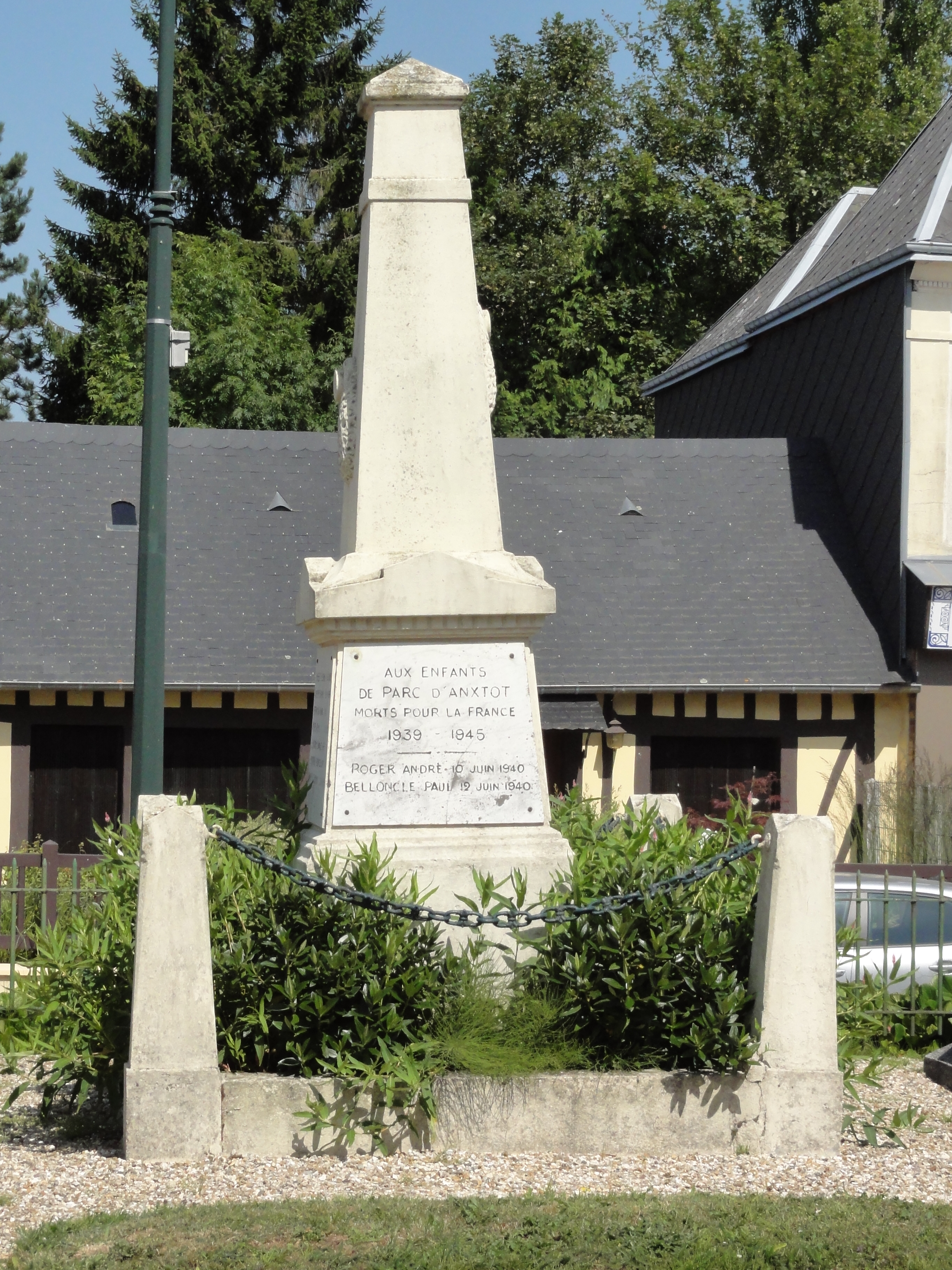
Monument aux morts.

## Pour approfondir